# Leo Schwingenschuss
Leo Schwingenschuss, född 23 februari 1878 i St. Peter in der Au, död 25 februari 1954 i Wien, var en ämbetsman och entomolog.
Schwingenschuss fångade och samlade fjärilar under fritiden och under semesterresor. Resorna gick bland annat till Spanien, Marocko, Italien och Mellanöstern. När han dog omfattade hans samling cirka 80 procent av den kända palearktiska fjärilsfaunan. Schwingenschuss beskrev sina fynd i olika entomologiska avhandlingar och är auktor för några nyupptäckta arter.
I samband med hans död blev han hedersmedlem av Wiens entomologiska sällskap.
Auktorsnamnet Schwingenschuss kan användas för Leo Schwingenschuss i samband med ett vetenskapligt namn inom zoologin; se Wikipedia-artiklar som länkar till auktorsnamnet.